# Numerologia
Ten artykuł opisuje teorie, metody lub czynności niezgodne ze współczesną wiedzą naukową.

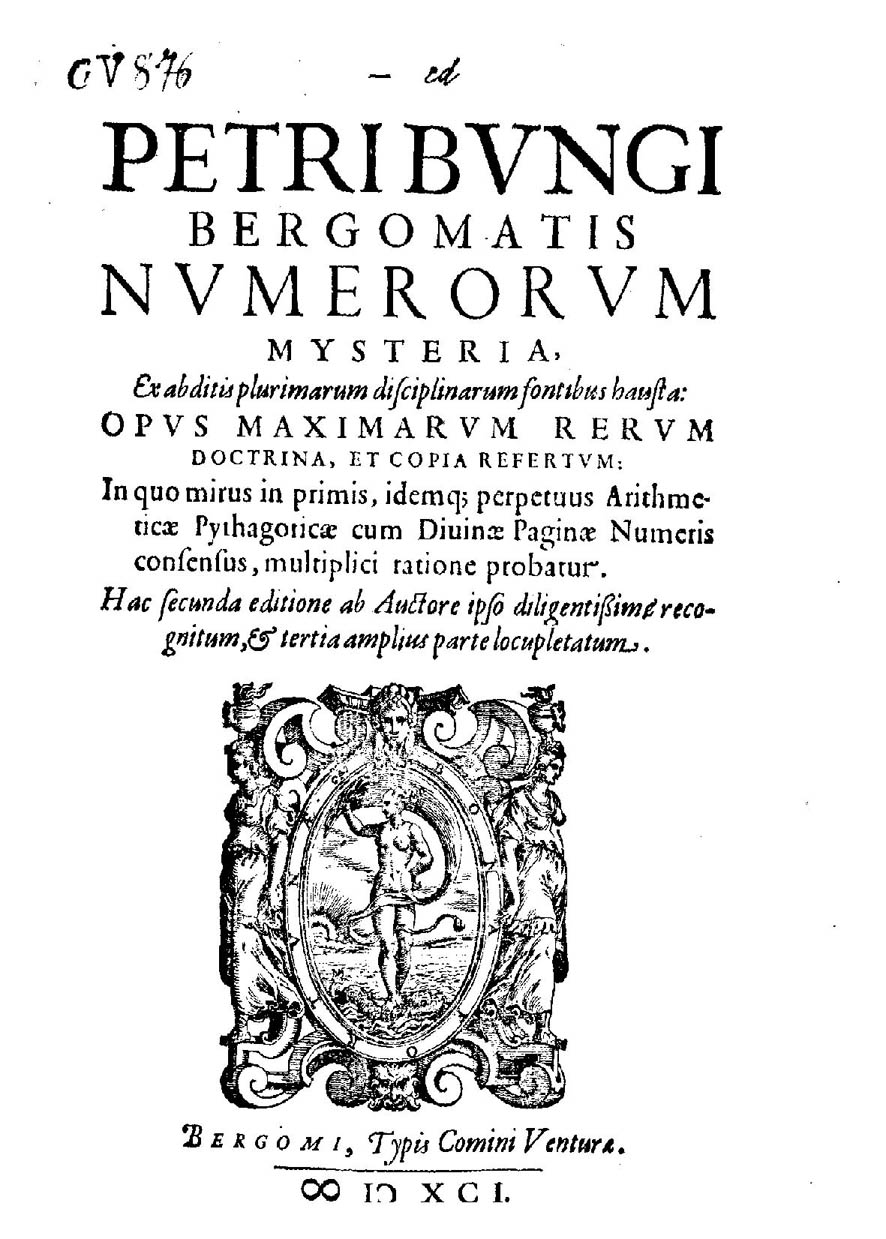
Strona tytułowa traktatu numerologicznego Pietro Bongo Numerorum mysteria (1591)

Numerologia – pseudonauka badająca mistyczne lub magiczne właściwości liczb; prognozowanie z liczb, opierające się na przekonaniu, że numer przyporządkowany danemu obiektowi (numer domu, samochodu, telefonu, zakodowane pod postacią liczby imię, itp.) ma związek z jego losem. Według Erica Temple Bella należy rozróżniać numerologię jako pseudonaukę badającą mistyczne właściwości liczb i matematycznych zależności w świecie od popularnej działalności polegającej na przewidywaniu przyszłości na podstawie liczb przypisanych do nazw czy dat urodzenia.
Jednym ze źródeł numerologii jest szkoła pitagorejska. Pitagoras miał odkryć matematyczne zależności skali muzycznej, co z kolei miało go skierować do poszukiwań uniwersalnych zależności matematycznych we Wszechświecie i przeświadczenia, że rządzą nim matematyczne, w tym geometryczne, reguły. W tym ujęciu liczby zostały utożsamione z bóstwem. Szkoła pitagorejska z kolei wpłynęła na platonizm. Następnie zaś ten nurt mistycznej numerologii wpłynął na powstanie gematrii. Przyjmowana przez pitagorejczyków symbolika liczb z kolei była kontynuowana m.in. w chrześcijańskiej analizie liczby Bestii. W czasie rozwoju protonauk numerologia wpłynęła na rozwój matematyki. Według Erica Temple Bella za pokłosie numerologii można uważać stosowanie ekstrapolacji.
Przedmiotem numerologii są nie tylko liczby, lecz również nazwy własne, które zamienia się na liczby poprzez ponumerowanie liter alfabetu, a następnie ich sumowanie. Przyporządkowanie liczb literom polega na zapisaniu alfabetu w pionowych słupkach (9 liter w słupku). Polskie znaki zawsze znajdują się obok podobnych do nich liter (np. A, Ą). Ten sam wyraz zapisany w różnych językach lub alfabetach może dawać inny magiczny numer. Numerologia posługująca się alfabetem łacińskim ma identyczne wartości liter w każdym kraju i języku na świecie, oczywiście pod warunkiem, że używanym alfabetem jest alfabet łaciński. 
Według numerologów nic nie dzieje się przypadkowo ani to, że ktoś urodził się w jakimś kraju, ani, że posiada takie, a nie inne imiona i nazwiska, datę urodzenia itp. 
Podstawową procedurą numerologii jest sumowanie cyfr danej liczby. W związku z tym można określić tzw. liczbę drogi życia lub tzw. rok osobisty.
Według numerologów liczba drogi życia determinuje cechy danej osoby, a także zawiera program, do którego człowiek powinien dążyć. Aby uzyskać te cechy, sumuje się cyfry daty urodzenia, aż do uzyskania jednej cyfry, będącej „liczbą urodzenia” lub liczbą drogi życia danej osoby. Działanie to nazywa się redukcją teozoficzną: np. osoba urodzona 21-08-1979 r.: 2+1 + 8 + 1+9+7+9 = 37 ⇒ 3+7 = 10 ⇒ 1+0 = 1 (taka osoba jest numerologiczną jedynką). Jest to tzw. metoda horyzontalna.
Innym sposobem określenia cech jest sumowanie cyfr przypisanych literom imienia i nazwiska. Niektórzy numerologowie oddzielają imię od nazwiska, albo samogłoski od spółgłosek.